# Fehérvárcsurgó
Fehérvárcsurgó község Fejér vármegyében, a Móri járásban.

## Fekvése
A vármegye északnyugati részén, a 81-es főút, a Móri-víz és a Gaja-patak mellett található település, regényes, szép vidéken.
Bodajk 2 km, Székesfehérvár 13 km, Mór 11 km, Magyaralmás 4 km, Bakonykúti 9 km, Isztimér 8 km, Kincsesbánya 2 km távolságra található.
Egyrészt a Móri-árok sík részére, valamint a Bakony utolsó keleti vonulataira épült község.
A település 193 hektáros központi belterülete sík területen fekszik, átlagosan 130-160 méteres tengerszint feletti magasságban. Külterülete 2772 hektár. A belterületi lakóházak száma körülbelül 840. A csapadékmennyiség éves átlaga 650 milliméter.
Kiterjedt külterületi részekkel rendelkező község, a külterületi épületek száma megközelíti a belterületi ingatlanokét. Szőlőhegye jóval nagyobb kiterjedésű, mint a szomszédos településeké.
Területe karsztvizekben gazdag, a mohai és bodajki forrásokkal hasonló összetételű.
Térsége a pleisztocén szerkezeti mozgások során a párhuzamos vetődések mentén erőteljesen lesüllyedt. Határára a változatos felszín jellemző, amit az eróziós (folyóvíz völgyképző munkája által kialakított), és denudációs (természeti erők egész felszín lemosásában, letarolásában kifejtett hatása) folyamatok szigethegyekkel behintett halomvidékké változtattak. A szárazföldi kőzetek aprózódásából a síkságot Mór-Fehérvárcsurgó-Moha vonalon 25–30 m vastag, üveggyártásra is alkalmas, homokos, kavicsos, iszapos, agyagos törmelékes üledék tölti ki.

### Megközelítése
A település főutcája a Moha határától Bodajkig húzódó 8204-es út, de érinti a községet a 8205-ös út is, valamint innen indul a Gúttamásin át Bakonykútiig vezető 8212-es út. Fehérvárcsurgó külterületén elhalad, a központját kilométerekkel elkerülve a 81-es főút és a Székesfehérvár–Komárom-vasútvonal is, amely utóbbinak jelenleg megállási pontja sincs a településen; a legközelebbi vasútállomás Bodajkon található. (A község közigazgatási területének déli szélén helyezkedik el Moha-Rakodó vasútállomás, de az minden környező lakott területtől aránylag távol esik, ezért mindig is csekély volt az utasforgalma, 2012 óta pedig szünetel is itt a személyforgalom.) Autóbusszal viszont könnyen elérhető a község a Székesfehérvár-Bakonycsernye-Zirc vonalon; a buszjáratok sűrűn járnak, így a falu megközelíthetősége jó.

## Nevének eredete
Neve a „csurgó” főnévből keletkezett, a település ugyanis valamikor egy csörgedező forrás vagy víznyerőhely mellé épült. A „Fehérvár” előtag Székesfehérvár közelségére és a falura kiható jelentőségére utalhat. Más feltevések szerint a község határában álló egykori várról, „fehér” előtagját pedig a Somogy vármegyében lévő Csurgótól való megkülönböztetésként kapta Fejér vármegye vagy Székesfehérvár után.

## Története
Fehérvárcsurgó és környéke ősidők óta lakott hely, amit az újkőkori, kora vaskori és a római korból származó leletek sokasága jelez: Gaja-völgyi újkőkori telepek, a Vár-hegyen talált kora vaskori földvár, a falutól északra található kunhalmok, Szilvakút és Aszókút területén talált római téglák és pénzek. 
A fennmaradt krónikák, Anonymus leírása alapján a környék Árpád vezér törzsének szállásterülete volt. Egyes források szerint Csurgót a fehérvári keresztesek kapták II. Endre királytól adományként, 1333-ban már plébániás hely. Az 1480-as években vámhelyként említik.
Nevének első említése az oklevelekben 1236-ból való. Ekkor Chyrgov alakban írták, de neve előfordult a későbbiekben Chorgou, Churgo, Chorgo, Churggo, Chiorgo, Czwrgo stb. alakokban is.
1326-ban a Csák nembeliek, 1430-tól a Rozgonyiak, 1489-től Szapolyai István birtoka. 1525 után a települést I. Ferdinánd és Szapolyai János felváltva birtokolta.
1591-1606 között a települést folyamatosan lakták, majd a tizenöt éves háború alatt elnéptelenedett. A háború befejeztével a lakosság visszatérése és betelepítések folytán újra lakottá vált, és a Nádasdyak birtoka lett.
1691-ben I. Lipót Csurgót az osztrák származású Hochburg Jánosnak adományozta, majd később házasság révén a Perényiek birtokába került, akik 1834-ben elzálogosították a Károlyiaknak, és 1854-ben a birtok visszavásárlási jogáról is lemondtak. 1867-ben Károlyi György és jobbágyai között létrejött az úrbéri egyezség a maradványföldek kiméréséről.
Fehérvárcsurgó 1862-ben a Sármelléki járás főszolgabírói járásának községe, 1868-tól a Sármelléki járás központi területébe tartozott. 1873-ban a Bodajki felsőjárás községe, 1877-től a Móri járás nagyközsége, 1950-től a Móri járás önálló tanácsú községe, 2012-ig a Móri Kistérség települése, 2013. január 1-től a Móri járás községe.
Csurgó (1903-tól Fehérvárcsurgó) nagyközségi rangot kapott, az 1871-86 közötti, községek rendezéséről szóló törvény alapján. Ekkor kapta a Fehérvárcsurgó nevet a Somogy vármegyei Csurgó településtől való megkülönböztetése végett. A névválasztásnál számításba jött a Bakonycsurgó, Vámoscsurgó(a középkorban itt hídvámot kellett fizetni a Gaja-patakon) elnevezés is. Szintén 1903-ban épült meg a mai Polgármesteri Hivatal épülete, mely azóta is a helyhatóság épületeként funkcionál.
Az I. világháborúban a fehérvárcsurgóiak is teljesítettek frontszolgálatot. A fehérvárcsurgói kastély tulajdonosa gróf nagykárolyi Károlyi József (1884–1934), az egyik kiemelkedőbb legitimista politikus a Horthy-korszakban, nagybirtokos, Fejér vármegye főispánja volt. Féltestvére, Károlyi Mihály (1875–1955) politikus, miniszterelnök.
A II. világháború idején 1944-ben Fehérvárcsurgó is hadszíntérré változott, közel három hónapig harc folyt itt, a települést 45 alkalommal érte légitámadás, és teljesen lakatlanná vált. 1945-ben a visszavonulásukkor a németek felgyújtották.
1945-ben a településen is megalakult a földigénylő bizottság, és 1946 nyarára befejeződött a földosztás.
Ugyanebben az évben megalakult a településen a Földművesszövetkezet is. A termelőszövetkezet foglalkozott virágtermesztéssel, állattenyésztéssel, és növénytermesztéssel is. Egy rövidebb ideig a lakosságnál divatban volt a selyemhernyó-tenyésztés is.
Itt kell megjegyezni azt, hogy a fehérvárcsurgói káposzta messze földön híres volt, és a falu lakosságát még a közelmúltban is gyakran nevezték pulutykásoknak. Erre az alkalomra szervezték meg 2008-ban, első alkalommal a Tóparton a Rutya Fesztivált, ahol káposztából készült ételek készítésével versenyeztek a csapatok. A móri születésű Wekerle Sándor, hazánk első polgári származású miniszterelnöke jegyezte meg a településről, hogy "a csurgói káposzta magva külföldön is igen keresett árucikk". Innen eredeztethető ez a falucsófoló: "Csurgóiak nagy hasába, békát főznek káposztába." Itt megjegyezhetjük azt is, hogy a környékbeli települések lakóinak is volt egy-egy humoros neve. A Magyaralmásiak a tormások, a Sárkeresztesiek a savósok, a Csákberényiek a bugylisok, a Sörédiek a magbékások, a Zámolyiak a bornyusok, a Csurgóiak pedig a pulutykások.
1976 szeptemberében átadták az új általános iskolát, s 20 férőhelyes napköziotthont is kialakítottak. Az iskola neve 2002 óta gróf Károlyi József Általános Iskola.
1983-ban harminc taggal megalakult a faluban a Nyugdíjas klub is, ami azóta is aktív.
A faluban működik Ifjúsági klub, mely 1997-ben alakult, tagjai alakították meg a Csámborgó néptánccsoportot, ami már több rangos fesztiválon sikert aratott.
Helyi szervezete van a Magyar Vöröskeresztnek is.
1991-ben kiépült a kábeltelevíziós, majd a telefonhálózat. 2009 januárjában tartotta alakuló közgyűlését a Fehérvárcsurgói Önkéntes Tűzoltó Egyesület. A településen működik falutévé, valamint interneten elérhető a csurgó rádió is.
A művelődési ház pincéjében kialakításra került egy modern eszközökkel felszerelt teleház is, ami többek között lakók internet-elérését teszi lehetővé. A 90-es években megépült a faluban az üzemanyagtöltő-állomás is.
1996-ra kiépült a földgázhálózat, majd a szennyvízcsatorna-hálózat és szennyvíztisztító is megépült a településen. A községben minden belterületi utat szilárd burkolattal láttak el.
Az Öreghegyen is elkészült az ivóvízhálózat, így a falu infrastrukturális szempontból igen jól áll a többi, hasonló nagyságú településhez képest.
A településen viszonylag nagy a zöldterületek aránya, és ezt a jövőben még növelni kívánják.
A munkanélküliség alacsony mértékű, a közbiztonság jó. A településen működik Polgárőrség.
A munkalehetőségek jók, a településhez tartozik egy modern fémfeldolgozó üzem, a településtől mintegy 3 km-re található hazánk egyetlen különleges tisztaságú kvarchomok lelőhelye és az erre települt bányászati üzem, valamint a bányától kissé távolabb mészhomoktéglát gyártó üzem is működik.
A falu lakossága viszonylag fiatal, a település népessége lassan, de növekszik. Az Öreghegyen, a Kutyahegyen, valamint az üdülőövezetben csaknem annyi ház, nyaraló áll, mint a falu belterületén.
Az 1971-ben létesített Fehérvárcsurgói-víztározó a falu egyik büszkesége, az ország egyik legszebb környezetben lévő tava. A tóban lévő halak rekordfogásokat ígérnek: harcsa 78 kg és 218 cm, ponty 14 kg. Ezenkívül kedvelt fürdőhely, télen pedig a korcsolyázásnak lehet hódolni.
A víztározó átlagos mélysége 4–7 m között van, maximális feltöltés esetén 223 Ha-ra növelhető.
Az 1888-ban alapított Fehérvárcsurgói Vadaskert a Vadex kezelésében van, területe 1500 hektár.
Nemzetközi hírű vadászhely, ide tartozik a Várhegyi erdő, valamint a Gajavölgyi tájcentrum. A park igen sokféle állat élőhelye, többek között vaddisznó, róka, muflon, gímszarvas, kétféle szikaszarvas, őz él, de nem ritka a nyest, nyuszt és a holló sem. Újdonság, hogy a WWF munkatársai hódok jelenlétére bukkantak a víztározó és a Gajavölgy közötti területen.
A község területén kettő magyar filmet is forgattak. A Déltől hajnalig című, Tanácsköztársaság bukása idején játszódó film főszereplői Koncz Gábor és Bujtor István. A község több lakója statisztaként bekerült a filmbe.
Az 1984-85- ben forgatott Vörös Grófnő sok jelenete a kastélyban lett felvéve. Szereplők: Bács Ferenc, Básti Juli, Kállai Ferenc

### A település címere
Sötétkék alapú címerpajzs, alsó harmadában szabálytalan alakú hármashalom, melyből egy aranyszínű tölgyfa nő ki. A halom közepéből egy forrás "csurog", ami beleömlik a halmokat kettészelő ezüstszínű folyóba. A jobb és bal felső sarokban kisebb címerpajzsok láthatóak, a jobb oldali egy várat ábrázol, vártoronnyal, ezüstszínű téglákkal kirakva, a bal oldali kisebb pedig vörössel és ezüsttel hétszer vágott címer, Árpád-házi királyaink címerpajzsa. A hármashalom a Bakonyra utal, mivel a település a Bakony keleti lejtőjére épült. Az aranyszínű tölgyfa a hajdani hatalmas bakonyalji tölgyfaerdőkre utal. A halomból csordogáló forrás a falu elnevezésére, a hajdan a faluban csörgedező sok forrásra utal. Az ezüstszínű folyó a Gaja-patakot jelképezi, mely régen három malomkereket is forgatott a határban. A jobb oldali kisebb címer Székesfehérvár közelségét, és a régen a környéken álló földvárat jelképezi.
A bal oldali címer a honfoglalásra utal. A címer meghatározza Fehérvárcsurgó lakóinak identitását, és rámutat a falu történetére, jelképeire.

## Közélete

### Polgármesterei
- 1990–1994: Bernáth Péter (független)[7]
- 1994–1998: Bernáth Péter (KDNP)[8]
- 1998–2002: Szemenyei Imréné (független)[9]
- 2002–2006: Bernáth Péter (független)[10]
- 2006–2008: Bernáth Péter (független)[11]
- 2008–2010: Schmidtné Cser Viktória (Fidesz)[12]
- 2010–2014: Schmidtné Cser Viktória (Fidesz-KDNP)[13]
- 2014–2019: Schmidtné Cser Viktória (Fidesz-KDNP)[14]
- 2019–2024: Temesvári Krisztián (független)[15]
- 2024– : Temesvári Krisztián (független)[1]

A településen 2008. november 30-án időközi polgármester-választást (és képviselő-testületi választást) tartottak, az előző képviselő-testület önfeloszlatása miatt. A választáson a hivatalban lévő faluvezető is elindult, de 17,93 %-os eredményével négy jelölt között csak a harmadik helyet érte el; Fideszes kihívója egymaga is megszerezte a szavazatok abszolút többségét.

## Népesség
A település népességének változása:
| Lakosok száma | 1955 | 1958 | 1900 | 2029 | 2070 | 2053 | 2069 |
|               | 2013 | 2014 | 2015 | 2021 | 2022 | 2023 | 2024 |

A 2011-es népszámlálás során a lakosok 84%-a magyarnak, 0,7% cigánynak, 1,9% németnek, 0,3% románnak mondta magát (15,8% nem nyilatkozott; a kettős identitások miatt a végösszeg nagyobb lehet 100%-nál). A vallási megoszlás a következő volt: római katolikus 34,2%, református 19,2%, evangélikus 2,8%, görögkatolikus 0,2%, izraelita 0,2%, felekezeten kívüli 11,1% (31,3% nem nyilatkozott).
2022-ben a lakosság 92,2%-a vallotta magát magyarnak, 0,9% németnek, 0,4% cigánynak, 0,1% szlováknak, 2,4% egyéb, nem hazai nemzetiségűnek (7,7% nem nyilatkozott; a kettős identitások miatt a végösszeg nagyobb lehet 100%-nál). Vallásuk szerint 25,6% volt római katolikus, 16,8% református, 2% evangélikus, 0,2% görög katolikus, 0,8% egyéb keresztény, 0,7% egyéb katolikus, 14,6% felekezeten kívüli (39,1% nem válaszolt).
Erősen urbanizálódó község, a lakosságszám növekedő tendenciát mutat.

## Nevezetességei

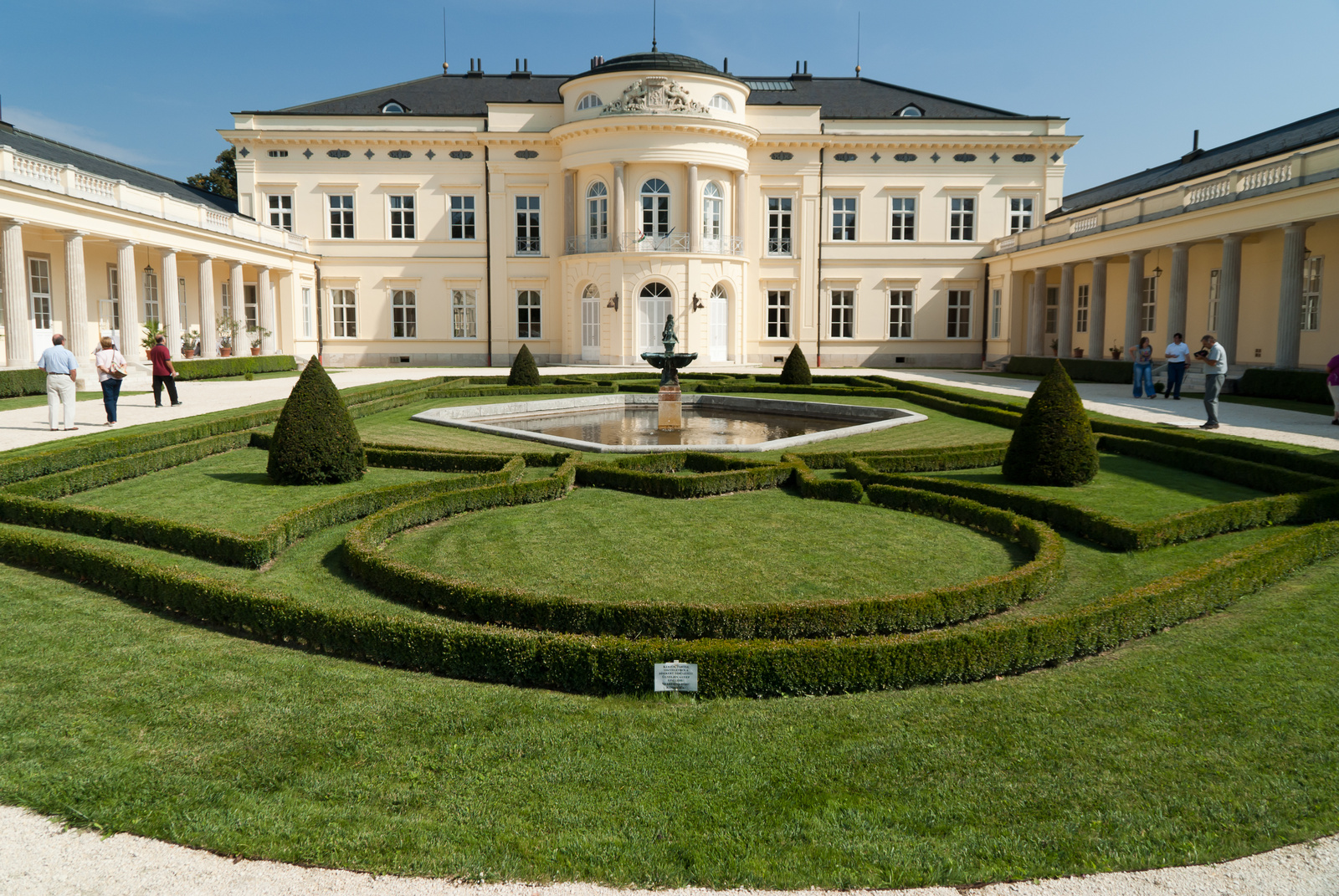
Károlyi-kastély, Fehérvárcsurgó

A Károlyi-kastély 1844-ben a régebbi kastélyépület felhasználásával Károlyi György építtette, Heinrich Koch bécsi építész tervei szerint. A munkálatokban a fiatal Ybl Miklós is részt vett. A kastély egyemeletes klasszicista épület, középrizalitos, timpanonnal ellátott. A kastély oldalán emelkedik 30 méter magasságú tornya, négy sarkán 1-1 fióktornyocskával, közöttük balusztráddal. A kastély az építtető Károlyi György személye miatt nemzeti kegyhely, hiszen a gróf a reformkor egyik legnagyobb formátumú alakja volt, aki 1825-ben a reformországgyűlésen 40 000 forint felajánlásával egyik alapítója volt a Magyar Tudományos Akadémiának.
A katolikus templom az 1700-1800-as években készült Szent Katalin tiszteletére, majd 1873-ban átépítették. Tornya a homlokzat előtt emelkedik. A templom szentélye a nyolcszög három oldalával zárul. Hajója síkmennyezetes. A templom nemrég díszkivilágítást kapott, így sötétben is teljes pompájában látható.
A református temploma 1789-ben épült. Tornya homlokzat előtti, hajója síkmennyezetes, szentélye egyenes záródású.
Az evangélikus templomának alapkövét 1856. szeptember 25-én rakták le.
Nevezetes még a Fehérvárcsurgói-víztározó és a Gajavölgy, valamint a vadaskert, melyet gróf Károlyi Gyula alapított 1888-ban.

## Sport
A község sportegyesülete 1925-ben alakult, zöld-fehér egyesületi színekben játszik.  Jelenleg váltakozva megye II és megye III.-a bajnokságban szerepelnek, utánpótlás-képzést is fenntartanak. Egy időben asztalitenisz- és sakkszakosztály is működött az egyesületben. Az alapításkor a falu bodajki végén lévő réten az ún. Csirkekelőnél volt a futballpálya, utána a kastélyparkban, a kastély épülete alatti tisztáson jelölték ki a pálya helyét. Azonban a park  felújításánál kitétel volt, hogy a focipályát el kell költöztetni jelenlegi helyére, a volt tsz területére. Ez megvalósult, modern keretek között. A falugondnokság is a pálya mellett kapott helyet.

### Szobrok, köztéri alkotások
- „Béke királynője” Szűz Máriát ábrázoló szobor a Deák Ferenc utcában. A II. világháborús lengyel menekültek állították ajándékként 1943-ban. Felirata: „Béke királynője, könyörögj érettünk, A magyaroknak a lengyel katonák, 1943.9.12.”[19]
- Amerigo Tot-emlékszobor, rajta a híres szobrász idézete: „Soha nem hallgattam el, hogy csurgói parasztgyerek vagyok, ide tartozom, és azt hiszem ide fogok tartozni mindörökké.”
- a falu főterén (Vörösmarty-tér) lévő, 2006-ban felavatott 1956-os emlékmű
- 1848-as emlékmű
- gróf Károlyi Józsefnek, az iskola névadójának domborműve
- a településen található három feszület (Krisztus-szobor)
- a kastélyparkban található turul-szobor, ami egy dór oszlop tetején áll
- Amerigo Tot Csurgói Madonna című szobra, a művész ajándéka szülőfalujának.
- régi 56-os emlékmű a kastélyparkban
- I. és II. világháborús hősi emlékművek
- A II. világháborús lengyel menekültek által állított Szűz Mária-szobor

## Híres emberek
- gróf Károlyi György (1802–1877) főispán, politikus, mecénás, az MTA egyik alapítója
- gróf Károlyi József (1884–1934) parlamenti képviselő, Fejér vármegye főispánja
- Itt született 1909. szeptember 27-én Amerigo Tot – Tóth Imre szobrászművész.
A művész 1968-ban szülőfalujának adományozta "Csurgói Madonna című szobrát, mely a római katolikus templomban látható.
- Kétly Károly 1839-ben született a településen, szegény zsellércsalád gyermekeként.
 A Magyar Tudományos Akadémia 1897-ben levelező tagjává választotta. Emlékét a településen az orvosi rendelő falán elhelyezett emléktábla és utcanév őrzi.
- Itt született 1922 január 12-én Marosi Miklós közgazdász, egyetemi tanár, az MTA doktora.
- Táncsics Mihály, miután a takácsmesterséget kitanulta, először Fehérvárcsurgón állt munkába.

## Testvértelepülései
- Románia, Várfalva
- Magyarország, Csurgó
- Lengyelország, Gorzów Śląski